# Boleophthalmus dussumieri
Boleophthalmus dussumieri és una espècie de peix de la família dels gòbids i de l'ordre dels perciformes.

## Morfologia
- Els mascles poden assolir 18,7 cm de longitud total.[1][2]

## Hàbitat
És un peix de clima tropical i demersal.

## Distribució geogràfica
Es troba a l'Irak, el Pakistan, l'Índia i, potser també, Bangladesh.

## Observacions
És inofensiu per als humans.